# Matalam
Matalam è una municipalità di seconda classe delle Filippine, situata nella Provincia di Cotabato, nella Regione del Soccsksargen.
Matalam è formata da 34 baranggay:
- Arakan
- Bangbang
- Bato
- Central Malamote
- Dalapitan
- Estado
- Ilian
- Kabulacan
- Kibia
- Kibudoc
- Kidama
- Kilada
- Lampayan
- Latagan
- Linao
- Lower Malamote
- Manubuan

- Manupal
- Marbel
- Minamaing
- Natutungan
- New Abra
- New Alimodian
- New Bugasong
- New Pandan
- Patadon West
- Pinamaton
- Poblacion
- Salvacion
- Santa Maria
- Sarayan
- Taculen
- Taguranao
- Tamped (Tampad)